# Гильдеева, Лилия Фаридовна
Ли́лия Фари́довна Гильде́ева (тат. Лилия́ Фәри́д кызы Гильдеева; 14 июня 1976, Заинск, Татарская АССР, СССР) — российская журналистка, известная как ведущая информационной программы «Сегодня» на канале НТВ (2006—2022).

## Биография
Родилась 14 июня 1976 года в татарской семье. Отец — госслужащий, мать — учительница начальных классов.
Окончила филологический факультет Казанского государственного университета (1993—1997). Карьеру тележурналиста начала в Набережных Челнах в июле 1997 года на местном телеканале «Эфир» в качестве ведущей новостей. В августе 1999 года переехала в Казань, работала корреспондентом, продюсером, редактором, ведущей новостей, на региональном партнёре канала «REN-TV» — «Вариант». С 2002 по 2006 год работала на ТНВ (двуязычный (русский, татарский) спутниковый канал Татарстана), вела информационную программу «Новости Татарстана» с перерывом на 8 месяцев на работу в пресс-службе КамАЗа.
В сентябре 2006 года была приглашена на канал НТВ, на котором вплоть до 18 февраля 2022 года была ведущей выпусков программы «Сегодня» в 19:00. В разное время с ней в паре работали Алексей Пивоваров (2006—2013), Игорь Полетаев (2013—2014), Александр Яковенко (2014—2015), Михаил Чебоненко (март—август 2015), Василий Максименко (2015—2018) и Владимир Чернышёв (2018—2022).
С июня 2007 по август 2014 года также вела программы «Сегодня в 22:45 (затем в 22:40, 23:00 и 23:15)» и «Сегодня. Итоги».
В феврале 2022 года уволилась с НТВ, предварительно уехав из России в Турцию, о чём стало известно 15 марта. 21 марта дала интервью журналу The Insider, в котором подтвердила связь между своим увольнением и вторжением России на Украину, объяснила, почему не ушла ещё в 2014 году, и извинилась перед украинцами.
Вернулась в Россию, но позже переехала с детьми в Белград (Сербия). Работает в частной хлебопекарне.

## Семья
Муж — Рустэм, работал монтажёром на телевидении Татарстана, затем, после переезда в Москву, в автосалоне.
- Сын — Данила (род. 2001)
- Дочь — Майя (род. 2009)[11]

## Награды
- Благодарность Президента Российской Федерации (26 июля 2021) — «за заслуги в развитии средств массовой информации и многолетнюю добросовестную работу»[12].
- Благодарность Президента Российской Федерации (23 апреля 2008) — «за информационное обеспечение и активную общественную деятельность по развитию гражданского общества в Российской Федерации»[13].